# Луцій Корнелій Сципіон
Лу́цій Корне́лій Сципіо́н (IV століття до н. е.) — політичний та військовий діяч Римської республіки, консул 350 року до н. е.

## Життєпис
Походив з патриціанського роду Корнеліїв. Син Публія Корнелія Сципіона, начальника кінноти 396 року до н. е.
У 352 році до н. е. призначений інтеррексом для обрання вищих магістратів. У результаті призначено диктатора Гая Юлія Юла для боротьби з етрусками.
У 350 році до н. е. обрано консулом разом з Марком Попілієм Ленатом. На цій посаді він успішно воював з галлами й отримав за це тріумф.
Є припущення, що він був цензором у 340 році до н. е.
З того часу про подальшу долю Луція Корнелія Сципіона згадок немає.